# 규약주의
규약주의(conventionalism)는 특정 종류의 기본 원칙이 외부 현실보다는 사회의 (명시적 또는 암묵적) 합의에 기반을 두고 있다는 철학적 태도이다. 무언의 규칙은 철학의 구조에서 중요한 역할을 한다. 이러한 태도는 문법 규칙과 관련하여 일반적으로 취해지는데 윤리, 법, 과학, 생물학, 수학 및 논리의 명제에 적용하는 것은 좀더 논란의 여지가 있다.

## 언어학
언어학에서 규약주의에 대한 논쟁은 플라톤의 《대화편》과 쿠마릴라 바타(Kumarila Bhatta)의 철학까지 거슬러 올라간다. 규약주의는 페르디낭 드 소쉬르의 《일반언어학 강의》 이후 현대 언어학에서 표준적인 입장이지만, 마가렛 매그너스(Margaret Magnus)와 빌라야뉴르 S. 라마찬드란(Vilayanur S. Ramachandran)이 옹호한 음운론에 대해서는 항상 반대 입장이 있어 왔다.

## 수리 철학
프랑스의 수학자 앙리 푸앵카레는 규약주의적 견해를 최초로 표명한 사람 중 하나이다. 푸앵카레는 미분 방정식에 대한 그의 연구에서 비 유클리드 기하학을 사용하여 유클리드 기하학이 선험적 진리로 간주되어서는 안된다고 확신했다. 그는 기하학에서의 공리는 물리적 세계에 대한 오류의 가능성이 있는 인간의 직관과의 표면적 일관성 때문이 아니라 이들에 의하여 생성되는 결과에 의하여 선택되어야 한다고 주장했다.

## 인식론
규약주의는 논리 실증주의자인 A. J. 에이어와 카를 헴펠 의해 주로 채택되어 수학과 논리로 확장되었다. 에이어는 합리주의를 부정하기 위해 형식 논리 (및 수학)의 진실성을 위하여 경험주의를 위한 두 가지 방안을 제시한다. 즉, 이들의 실제적 필요성을 부정한 후에 단지 그렇게 보이는 이유를 설명하거나, 또는 논리와 수학은 사실적인 내용이 부족하다고, 즉  "세상에 대한 진실"이 아니라고 주장하고 그럼에도 불구하고 그것이 어떻게 진실하고 유익한지를 설명하는 것이다. 존 스튜어트 밀은 에이어가 비판한 전자를 채택하고 후자를 대안으로 했다. 에이어의 주장은 주로 분석적/합성적 구별에 의존한다.
프랑스의 철학자 피에르 뒤엠은 모든 과학을 포괄하는 보다 광범위한 규약주의적 견해를 지지했다. 뒤엠은 인간의 인식이 현실의 "진정한" 형이상학적 본질을 이해하기에 충분하다는 점에 회의적이므로 과학 법칙은 주로 예측하는 능력과 관찰과의 일치에 의하여 그 가치가 인정되어야 한다고 주장했다.
칼 포퍼는 규약주의의 의미를 더욱 확장하였다. 그는 《과학적 발견의 논리》에서 "규약주의자의 전략"을 관찰이나 실험을 왜곡하는 결과를 피하기 위해 사용하는 모든 기술로 정의했다. 칼 포퍼는 이러한 네 가지 전략을 확인했다.
- 반대 증거가 부적절해 보이도록 하는 임시 가설의 도입;
- 이론 내용을 변경하기 위한 표면적 정의의 수정;
- 실험자의 신뢰도에 대한 의심, 및 검증된 이론을 위협하는 관찰이 관련없다는 선언;
- 기존의 이론을 방어할 수 있는 아이디어를 만들어 내지 못하는 이론가의 통찰력에 대한 회의

포퍼는 이론에 대한 반증 가능성을 보존하려면 규약주의적 전략을 피하는 것이 중요하다고 주장했다. 그는 우주론의 표준 모델이 일련의 규약주의적 전략 위에 세워 졌다고 주장하였다.

## 법 철학
법 철학에 적용되는 규약주의는 미국의 법 철학자인 로널드 드워킨이 그의 저작인 《법의 제국》에서 제안된 세 개의 경쟁적 법률 개념 중의 하나이다. 나머지 2개는 법 실용주의와 일체성으로서의 법(law as integrity)이다.
드워킨이 정의한 규약주의 따르면, 지역 사회의 법률 기관은 공표되는 법률이 기초하는 명확한 사회적 규약을 포함하여야 한다. 이러한 법률은 국가의 강제력이 행사 될지 여부가 분명하게 드러나는 모든 상황을 명확하게 하기 때문에 모든 지역 사회 구성원을 위한 유일한 정보원의 역할을 하게 된다.
그럼에도 불구하고 드워킨은 명확한 적용 가능한 법적 규칙이 없는 경우가 많기 때문에 이 정당성이 사실과 맞지 않는다고 주장했다. 그가 주장했듯이 규약주의는 국가 강제(state coercion)에 대한 유효한 근거를 제공 할 수 없다. 드워킨 자신은 국가 강압의 가장 좋은 정당화로서 일체성으로서의 법을 선호하였다.
드워킨의 사상에 대한 유명한 비판 중 하나는 드워킨이 비판법학 운동, 마르크스주의자, 페미니스트 법학 지지자들과 마찬가지로 허위의 'Theory Hope'에 대하여 유죄라고 주장하는 스탠리 피시에 의한 것이다. 피시는 그러한 실수가 국가 강제와 같은 모든 활동 분야를 설명하거나 제한하는 일반적이거나 더 고차원의 '이론'이 있다는 잘못된 믿음에서 비롯된 것이라고 주장한다.
또 다른 비판은 실증주의자들의 주장이 규약주의에 해당한다는 드워킨의 주장에 근거하고 있다. 온건 실증주의자인 H. L. A. 하트는 그가 지적한 것과 같이 시민들은 법을 항상 평범한 사실로서 발견할 수는 없다는 주장을 부인한다. 그러나 법은 복잡할 수 있고 따라서 발견하기 어려운 사회적 사실들로 "배타적으로"구성되어 있다고 조셉 라즈(Joseph Raz)가 주장했기 때문에 공언된 강성 실증주의자인 조셉 라즈를 규약주의자로 분류할 수 있는지 여부는 불분명하다.
특히, 드워킨은 법이 국가의 강제를 억제하는 주요 기능을 갖는 것으로 특징 지었다. 나이젤 시몬즈(Nigel Simmonds)는 그가 법의 성격을 너무 좁게 파악하였다고 주장하면서 드워킨이 규약주의를 적용하지 않는 것에 동의하지 않는다.

## 같이 보기
- 프랑스 역사 인식론
- 에밀 부트루